# (3799) Novgorod
(3799) Novgorod est un astéroïde de la ceinture principale.

## Description
(3799) Novgorod est un astéroïde de la ceinture principale. Il fut découvert le 22 septembre 1979 à Naoutchnyï par Nikolaï Tchernykh. Il présente une orbite caractérisée par un demi-grand axe de 3,16 UA, une excentricité de 0,14 et une inclinaison de 1,4° par rapport à l'écliptique.

## Compléments